# Periș (gmina)
Periș – gmina w północno-zachodniej części okręgu Ilfov w Rumunii. W skład gminy wchodzą wsie: Bălteni, Buriaș i Periș. W 2011 roku liczyła 7557 mieszkańców.